# إيفان بوتا
إيفان بوتا (بالإنجليزية: Ivan Botha)‏ هو ممثل جنوب أفريقي، ولد في 13 ديسمبر 1985.

## وصلات خارجية
- إيفان بوتا على موقع IMDb (الإنجليزية)
- إيفان بوتا على موقع قاعدة بيانات الفيلم (الإنجليزية)